# NEC SX-ACE
SX-ACE — векторный суперкомпьютер серии SX японской компании NEC, выпущенный в 2013 году. В нем впервые на одном кристалле реализован многоядерный векторный суперкомпьютер, состоящий из четырех ядер. Суперкомпьютер работает с тактовой частотой 1 ГГц, при которой пиковая производительность каждого ядра составляет 64 Гфлопс. Пропускная способность канала памяти для каждого ядра составляет 64 Гигабайта в секунду. Четыре ядра образуют вычислительный узел. 64 таких узла с 4 Тб ОЗУ помещаются в стойке, вычислительная мощность которой может достигать 16 Тфлопс. Количество узлов может достигать 512 (в 8 стойках) с общим объемом памяти 32 Тбайта. Узлы соединены в топологию Fat Tree с 2 уровнями. Охлаждение системы — гибридное (водяное и воздушное). NEC SX-ACE работает под управлением UNIX-подобной операционной системы SUPER-UX.
Благодаря миниатюризации технологического процесса NEC SX-ACE при той же производительности, что и его предшественник — суперкомпьютер NEC SX-9, занимает в 5 раз меньше места (8 стоек вместо 80) и потребляет в 10 раз меньше электроэнергии.
Планы компании NEC показывают, что модель-преемник SX-ACE будет выпущен примерно в 2017 году.
29 мая 2014 года NEC объявила о приёме заказов на SX-ACE.